# 2S25 Sprut-SD
2S25 Sprut-SD  (Rusko: 2С25 «Спрут-СД») je ruski uničevalec tankov oz. lahki tank. Vozilo uporablja istoimenski (Sprut) 125 mm  gladkocevni top. Masa tanka je okrog 20 ton, kar je samo tretjina teže običajnega glavnega bojnega tanka. Sprut-SD naj bi bil enako udaren kot bojni tanki, bi bil pa za razliko dosti lažji za transport, še posebej v primeru letalskega transporta. Sprut je edino vozilo tega tipa na svetu.
Proizvaja ga Volgogradskij traktornij zavod (Волгоградский тракторный завод). Trenutno je edini uporabnik Rusija, so pa zanimanje pokazali tudi Indija in Južna Koreja.